# AGAL
Ne doit pas être confondu avec Agal (accessoire).

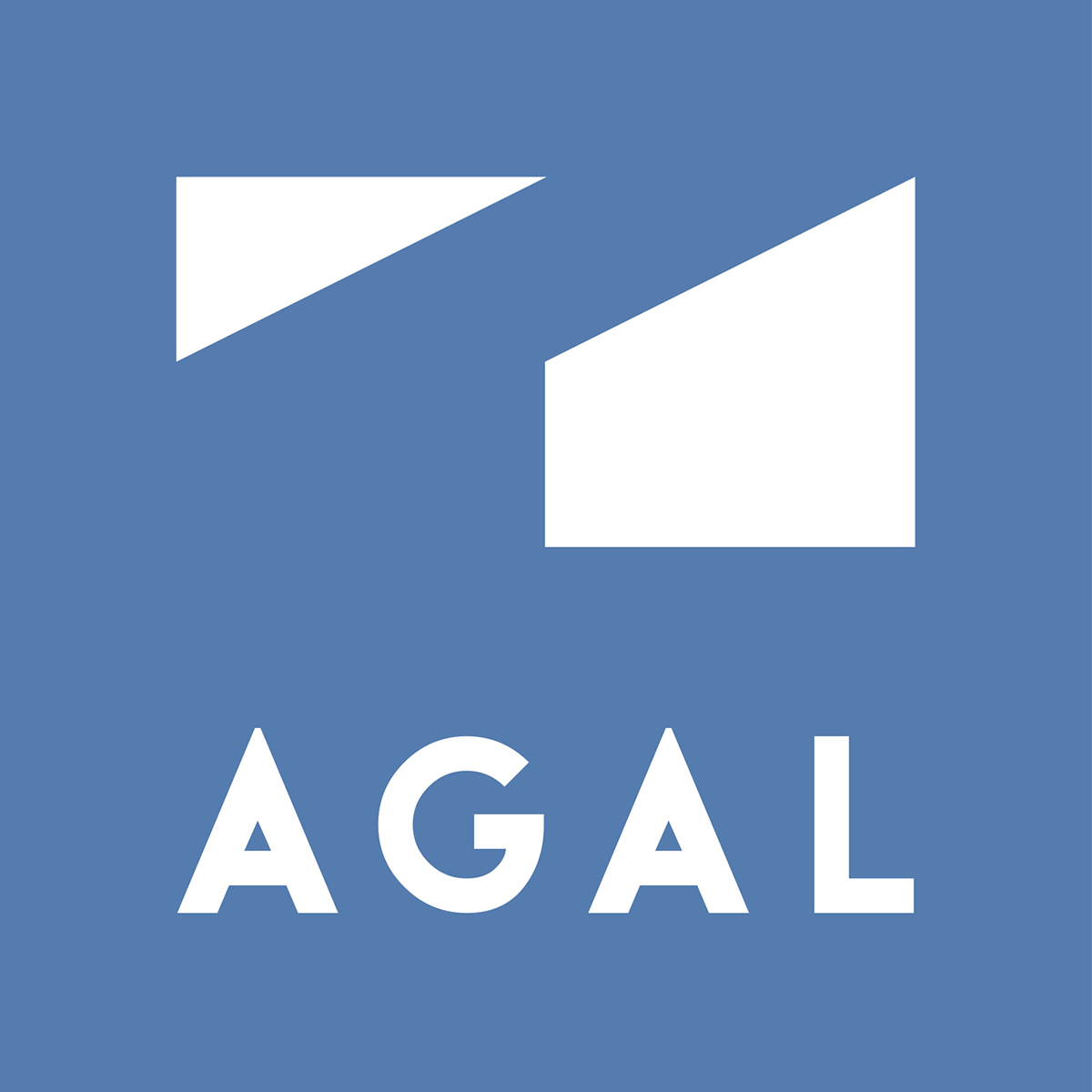
Associaçom Galega da Língua.

AGAL, acronyme de Associaçom Galega da Língua (littéralement en français : association galicienne de la langue), est un organisme galicien réintégrationniste sans but lucratif créée en 1981.
Son but est la normalisation du galicien comme une variété d'une langue unique : le galaïco-portugais, ce qui est contraire à la règlementation officielle en Galice, la loi espagnole conférant cette mission à la Real Academia Galega. Sa commission linguistique a édité en 1983 une norme orthographique alternative avec le titre d' Estudo crítico das 'Normas ortográficas e morfolóxicas do idioma galego'.
Agal est accessible sur internet par le portail PLG acronyme de Portal Galego da Lingua (Portail Galicien de la Langue). PGL avec l'association AGAL propose aux Galiciens, Portugais, Brésiliens et à d'autres l'actualité de la langue, avec une attention particulière pour la langue parlée en Galice.
PGL est aussi connu comme un espace général de la lusophonie, un espace linguistique galego-luso-brésilien-PALOP-Timor oriental.
Depuis 1995 AGAL édite trimestriellement la revue Agália, et publie deux collections de livres Universália et Criaçom. Bernardo Penabade, membre de l'association depuis 1983, en a été le président de 2001 à 2007. Alexandre Banhos lui succède (2007-2009), suivi de Valentim Rodrigues Fagim (2009-2012), puis Miguel Rodrigues Penas depuis octobre 2012.